# ドッガーバンク

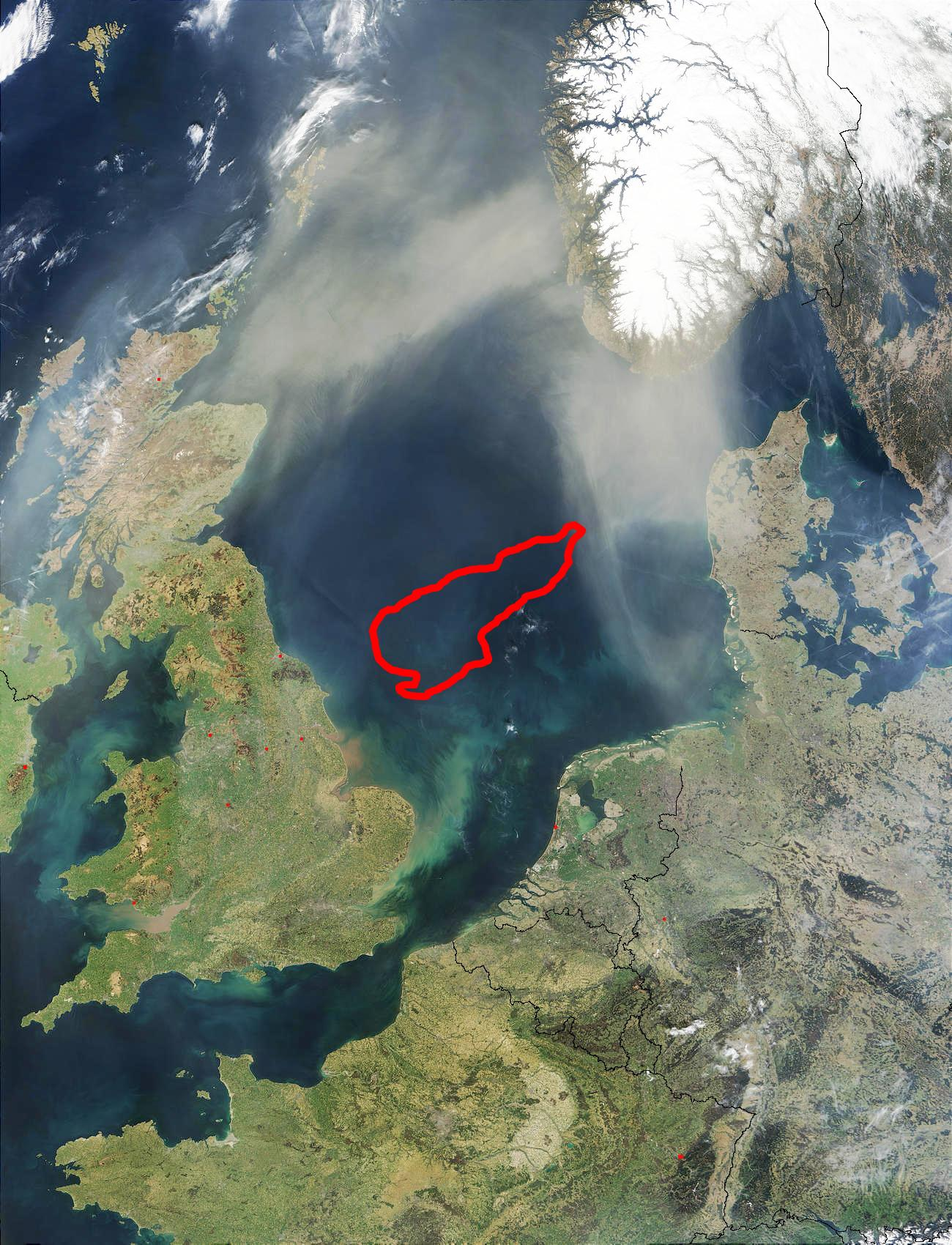
ドッガーバンクの位置

ドッガーバンク（Dogger Bank、dogge は古いオランダ語で釣り舟を意味する）は、イギリスの東方約100km沖合いにある北海の浅瀬の広大な砂堆である。

## 概要
面積は約17,600km²（6800平方マイル）あり、最大寸法は東西が約260km（160マイル）、南北が約95km（60マイル）である。水深は15~36mほどで、周囲の海よりも約20m浅い。
地質学的にはモレーンであり、最後の氷期に氷河の南端で形成された。当時はドッガーランドという陸地で、本土とつながっていた島であった。かなりの数の人々が住んでいたとされている。この海域で操業しているトロール船は大量の泥炭を引き上げている。
ドッガーバンクは、何度か海戦の舞台になっている。アメリカ独立戦争中の1781年8月5日には、イギリス艦隊とオランダ艦隊で海戦が行なわれた。日露戦争中の1904年10月21日には、ロシア艦隊がイギリスの漁船を日本の水雷艇と誤認して銃撃したドッガーバンク事件が起きた。第一次世界大戦では、ヨークシャー沿岸の町に砲撃をしかけたドイツ海軍とイギリス海軍との間で海戦が行なわれた。
1931年に、イギリスでこれまで最大の地震がドッガーバンクで起きた。マグニチュードは6.1で、震源の深さは23kmであった。北海周辺の国々で地震の揺れが感じられ、イングランド東部の広い範囲で被害が生じた。
ドッガーバンクはタラやニシンの漁獲量が多い重要な漁場である。また、この海域には何隻かの難破船がある。